# Probleemgestuurd onderwijs
Mate van vrijheid
van de lerende om zijn eigen leerproces in te richten (afnemend van boven naar beneden)
| Vrij        |
| Onderneming |
| Project     |
| Probleem    |
| Opdracht    |
| Taak        |
| Instructie  |

Het voornaamste middel dat de onderwijsvorm gebruikt is een indicatie
Probleemgestuurd onderwijs of PGO is een pedagogisch concept van 'actief leren' dat werd ontwikkeld aan de McMaster University in Hamilton, Ontario, Canada. Het wordt vooral toegepast in het hoger onderwijs, maar vindt ook zijn toepassing in andere opleidingssituaties, zoals het volwassenenonderwijs, de lerarenopleidingen en in het voortgezet onderwijs.

## Achtergrond en onderwijskundige principes
De methode is gebaseerd op de cognitieve psychologie en beoogt optimaal aan te sluiten bij de manier waarop de mens van nature leert. Een aantal daaruit voortvloeiende uitgangspunten waar probleemgestuurd onderwijs op is gebaseerd zijn:
- Kennis kan niet worden overgedragen, alleen actief worden verworven;
- Kennis van mensen ligt vast in individuele unieke neurologische netwerken: kennis actief opdoen zal deze netwerken uitbreiden;
- Kennis die wordt opgedaan in de context van een reële praktijksituatie wordt beter onthouden en wordt beter toegepast.

## Basiskenmerken
Deze uitgangspunten zijn vertaald in de volgende basiskenmerken van probleemgestuurd onderwijs:
- De leerstof wordt aangeboden in de vorm van "open-einde" probleemstellingen;
- Studenten werken samen in kleine groepen;
- Leraren nemen de rol aan van "facilitator" van leren.

Hiermee wordt beoogd dat studenten verantwoordelijkheid nemen voor hun groep en het organiseren ervan, en richting geven aan het leerproces met ondersteuning van een tutor of instructeur. Voorstanders van PGO claimen dat het gebruikt kan worden om kennis van de inhoud te verrijken en dat het de ontwikkeling van communicatie, probleemoplossende vermogen en zelfgestuurde leervaardigheden kan bevorderen.
Het onderwijsmateriaal bestaat uit een reeks van 'taken', zoals probleemtaken, actietaken, studietaken en discussietaken, waardoor studenten op verschillende manieren de te behandelen stof dienen te benaderen. Naast taken kunnen studieboeken, artikelen, cases, opdrachten tot de onderwijsmaterialen behoren.
Elke taak wordt behandeld aan de hand van een zevensprong, die bestaat uit de volgende stappen:
1. ophelderen van onduidelijke terminologie;
2. het formuleren van de probleemstellingen;
3. het brainstormen;
4. de probleemanalyse, waarin alle punten van de brainstorm worden besproken;
5. het formuleren van de leerdoelen;
6. zelfstudie / zoeken van informatie buiten de groep;
7. het nabespreken van de leerdoelen / nieuwe kennis synthetiseren en testen.

De eerste vijf stappen vormen gezamenlijk de voorbespreking. Vervolgens gaan studenten zelf of in kleinere groepen over tot zelfstudie, waarna stap zeven de nabespreking vormt die in de volgende onderwijsbijeenkomst de behandeling van de taak afsluit. Tijdens elke onderwijsbijeenkomst heeft een van de studenten de rol van gespreksleider (voorzitter) en één student de rol van notulist. 
Elke onderwijsgroep wordt begeleid door een staflid, de tutor. De tutor begeleidt het groepsproces, stuurt waar nodig de discussie en treedt indien nodig op als inhoudsdeskundige.

## Actieve deelname
Het probleemgestuurd onderwijs heeft als belangrijkste element dat het studenten actief laat deelnemen aan het leerproces. Hoewel de te behandelen stof door de inhoud van de taken is vastgelegd, kunnen onderwijsgroepen zelf in zekere mate bepalen welke accenten zij willen leggen bij het bestuderen van deze leerstof, afhankelijk van eigen voorkennis of speciale interesses. Daarnaast vormt het werken in onderwijsgroepen ook een oefening van sociale vaardigheden zoals discussiëren, samenwerken, presenteren, alsook procedurele vaardigheden zoals het leiden van vergaderingen en het samenstellen van notulen.
Probleemgestuurd onderwijs is een onderwijssysteem dat afwijkt van de traditionele manier van onderwijsgeven in het hoger onderwijs die vaak nog sterk gebaseerd is op colleges waarbij een hoogleraar zijn kennis klassikaal overdraagt aan vaak grote groepen studenten. Hoewel colleges ook in het probleemgestuurd onderwijs voorkomen, vormen zij slechts een relatief klein onderdeel van het onderwijsproces. Anderzijds combineren ook "traditionele" opleidingssystemen vaak hoorcolleges met meer actieve werkvormen zoals oefeningen, case-studies en groepswerk, en wordt de tegenstelling grotendeels overbrugd. Om geaccrediteerd te worden door het NVAO moeten opleidingen met PGO qua kwaliteit niet onderdoen voor meer traditionele opleidingsvormen.

## Randvoorwaarden
Door zijn structuur leidt het probleemgestuurd onderwijs tot een aantal voorwaarden voor implementatie. Het vereist de beschikbaarheid van een relatief groot aantal onderwijsruimtes waarin onderwijsgroepen van 12 tot 15 personen kunnen samenkomen. Verder de beschikbaarheid en inzet van voldoende stafleden die als tutor in onderwijsgroepen kunnen optreden. In algemene zin is de onderwijsbelasting bij PGO doorgaans hoger dan bij een college- of klassikale onderwijsstructuur.

## Evolutie
Het probleemgestuurd onderwijs werd in ons taalgebied voor het eerst in praktijk gebracht door de Universiteit Maastricht en het toenmalige Limburgs Universitair Centrum, in de artsenopleidingen. Sindsdien voeren steeds meer instellingen probleemgestuurd onderwijs in. Een van de grootste universiteiten van Nederland die gebruik maakt van PGO (of PGL: probleem gestuurd leren) is de Erasmus Universiteit Rotterdam. Het wordt op de Erasmus Universiteit Rotterdam nog niet gebruikt bij de artsenopleiding.
In het Vlaamse hoger onderwijs wordt het probleemgestuurd onderwijs nu (2009) algemeen toegepast, maar in minder extreme (exclusieve) vorm. Hoorcolleges blijven belangrijk, maar een deel van de leerstof wordt met PGO aangebracht, afhankelijk van het vak en de aard van de opleiding.
Voor mensen die naast hun werk beroepsonderwijs willen, is de PGO-methode aangepast voor gemakkelijker toepassing in die context. Deze variant wordt KnowHow leren genoemd.